# ایگلان، الپس-دو-ات
ایگلان، الپس-دو-ات (به فرانسوی: Aiglun, Alpes-de-Haute-Provence) یک کمون در فرانسه است که در Canton of Digne-les-Bains-Ouest واقع شده‌است.

## خصوصیات
ایگلان ۱۴٫۸۹ کیلومترمربع مساحت و ۱٬۲۷۶ نفر جمعیت دارد و ۷۰۰ متر بالاتر از سطح دریا واقع شده‌است.